# Małoporek miękki

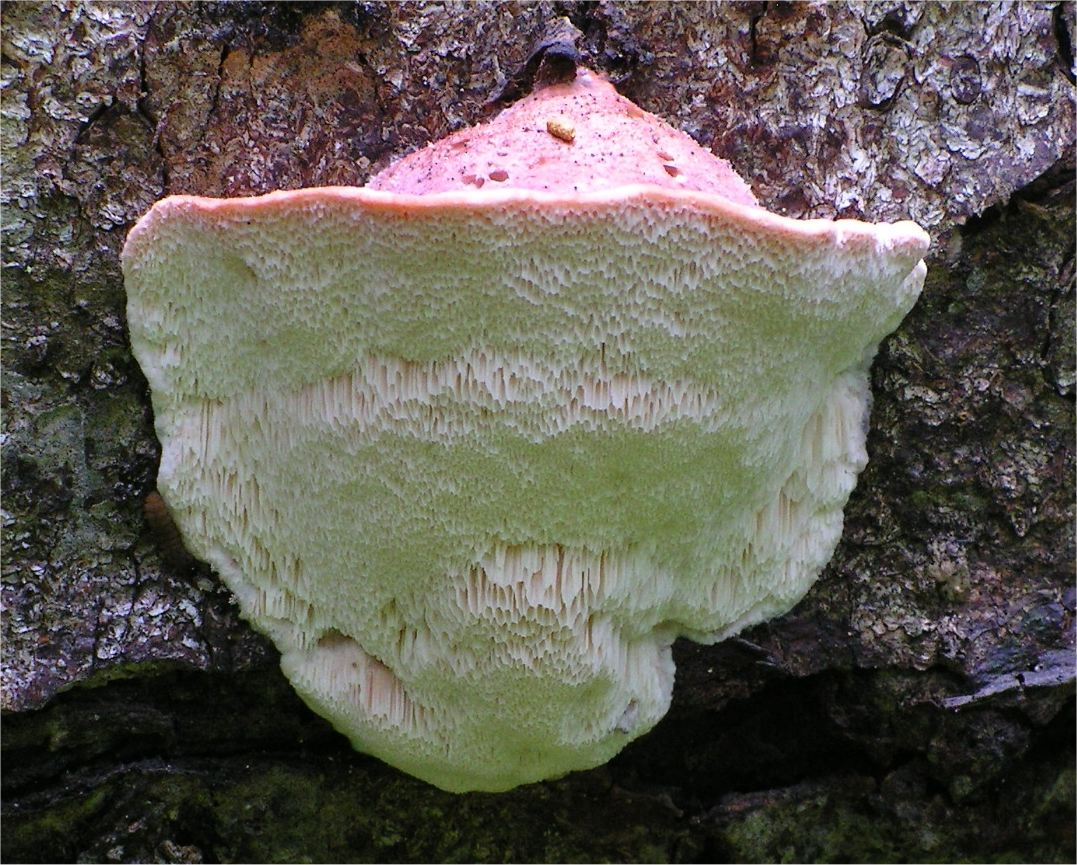

Małoporek miękki (Leptoporus mollis  (Pers.) Quél.) – gatunek grzybów z rzędu żagwiowców (Polyporales).

## Systematyka i nazewnictwo
Pozycja w klasyfikacji: Leptoporus, Irpicaceae, Polyporales, Incertae sedis, Agaricomycetes, Agaricomycotina, Basidiomycota, Fungi.
Po raz pierwszy takson ten zdiagnozował w roku 1796 Christiaan Hendrik Persoon, nadając mu nazwę Boletus mollis. Obecną, uznaną przez Index Fungorum nazwę nadał mu w 1838 roku Lucien Quélet, przenosząc go do rodzaju Leptoporus.
Ma ponad 20 synonimów. Niektóre z nich:
- Fomes erubescens (Fr.) Bigeard & H. Guill. 1913
- Leptoporus erubescens (Fr.) Bourdot & Galzin 1925
- Polystictus mollicomus (Britzelm.) Bigeard & H. Guill. 1913
- Polystictus mollis (Pers.) Bigeard & H. Guill. 1913
- Tyromyces erubescens (Fr.) Donk 1933
- Tyromyces mollis (Pers.) Kotl. & Pouzar 1959[2].

Nazwę polską zaproponował Władysław Wojewoda w 2003 r. Stanisław Domański w 1967 r. opisywał ten gatunek pod nazwą białak miękki.

## Morfologia
Owocnik
Bokiem przyrośnięty do podłoża, rzadziej rozpostarty. Zazwyczaj owocniki wyrastają pojedynczo. Mają kopytkowaty lub stożkowaty kształt o rozmiarach 1 × 3 × 2 cm, czasami są wydłużone, półeczkowate. Górna powierzchnia początkowo równa, potem pomarszczona, białoróżowa lub blado czerwonawopurpurowa, u starszych owocników purpurowobrązowa. Hymenofor początkowo białawy, potem bladoczerwonawy, brązowy, ciemnobrązowy. Pory o kształcie od okrągłego do wielokątnego, w liczbie 34 na 1 mm. Kontekst słabo strefowany, początkowo o barwie od kremowej do różowawej, potem blado różowobrązowy, miękki, gąbczasty, o grubości do 7 mm. Warstwa rurek ma grubość do 1 cm i odróżnia się barwą od kontekstu – jest ciemnopurpurowobrązowa.
Cechy mikroskopowe
System strzępkowy monomityczny. Strzępki generatywne w kontekście proste, septowane, rzadko tylko rozgałęzione. Mają grubość 2,5–5 μm. Strzępki tramy podobne, występują też strzępki o długich komórkach z licznymi gutulami. Brak cystyd i innych płonnych elementów hymenium. Podstawki 4–sterygmowe, o rozmiarach 16–20 × 4–5 μm ze sprzążką u podstawy. Zarodniki kiełbaskowate, hialinowe, gładkie, nieamyloidalne, o rozmiarach 5–6 × 1,5–2 μm.

## Występowanie i siedlisko
Występuje w Ameryce Północnej, Europie i północnych rejonach Azji. W Polsce gatunek rzadki. Znajduje się na Czerwonej liście roślin i grzybów Polski. Ma status E – gatunek zagrożony wymarciem, którego przeżycie jest mało prawdopodobne, jeśli nadal będą działać czynniki zagrożenia. Znajduje się na listach gatunków zagrożonych także w Norwegii i Holandii, w Niemczech jest rzadki.
Rozwija się na martwym drewnie drzew iglastych, takich, jak; jodła, modrzew, świerk, sosna i daglezja.